# Future (rappeur)
Pour les articles homonymes, voir Future.
Future, de son vrai nom Nayvadius DeMun Cash (né Wilburn le 20 novembre 1983 à Atlanta, dans l'État de Géorgie), est un rappeur, chanteur, compositeur et producteur américain. Après la publication de plusieurs mixtapes à succès variable entre 2010 et 2011, Future signe aux labels Epic Records et A1 Recordings dirigé par son ami et rappeur Rocko, qui l'aidera à lancer son propre label, Freebandz. Future publie son premier album Pluto en avril 2012. L'album contient cinq singles, tous classés au Billboard Hot 100. L'album est réédité en novembre sous le titre Pluto 3D. Son deuxième album Honest, est publié en avril 2014. Il suit d'un troisième album inattendu, DS2, en juillet 2015, classé premier au Billboard 200.

## Biographie

### Jeunesse
Future est né à Atlanta dans l'État de Géorgie le 20 novembre 1983,,. Il a fréquenté le lycée Columbia à Decatur. À 16 ans, Future décrit avoir reçu une balle dans la main, un événement qu'il considère comme un tournant majeur dans sa vie.

### Débuts
Son nom de scène lui vient du surnom, The Future, que lui donnait le collectif The Dungeon Family. C'est son cousin germain, Rico Wade, producteur de la Dungeon Family, qui l'encourage à travailler l'écriture et à poursuivre une carrière de rappeur. Le producteur Rocko le prend ensuite sous son aile et le signe sur son label, A1 Recordings,. Entre 2010 et 2011, Future publie une série de mixtapes : 1000, Dirty Sprite, True Story, Free Bricks (en collaboration avec Gucci Mane) et Streetz Calling.

### Epic Records etPluto(2011–2012)
En septembre 2011, il signe un contrat chez Epic Records et prépare son premier album studio. Au début de l'année 2012, le rappeur fait partie de la 2012's Freshman Class du magazine XXL, aux côtés de Kid Ink, Danny Brown, French Montana, Macklemore, Don Trip, MGK, Hopsin, Iggy Azalea et Roscoe Dash.
Son premier album studio, Pluto, originellement prévu pour janvier, est publié le 17 avril 2012,,. Il comprend des collaborations avec Drake, T.I., R. Kelly, Snoop Dogg, et Trae tha Truth,. Selon Future, la chanson « Magic est la première enregistrée depuis la sortie de T.I. de prison. Comme s'il était à peine sorti qu'il commençait déjà à enregistrer Magic sans même le savoir. » La chanson est la première à atteindre le classement Billboard Hot 100.
En décembre 2012, Future annonce travailler sur son deuxième album studio, intitulé Future Hendrix, qui comprendra des featurings de Kanye West, Rihanna, Drake, Kelly Rowland, Ciara, Jeremih, André 3000 et Diplo.

### DeHonestàZone(2013-2018)
Le 15 janvier 2013, il publie une mixtape intitulée F.B.G.: The Movie à laquelle participent des artistes du label Freebandz (Young Scooter, Slice9, Casino, Mexico Rann et Maceo) ainsi que Busta Rhymes, Drake, Lil Wayne ou encore French Montana. Le 22 avril 2014, Future publie son deuxième album studio rebaptisé Honest. Le 28 octobre 2014, il publie une nouvelle mixtape intitulée Monster.
Le 15 janvier 2015, il publie sa nouvelle mixtape Beast Mode. Le 1er mars 2015, Future réalise un morceau ainsi qu'un clip en compagnie du rappeur français Kaaris produit par Therapy. Il apparaît également sur l'album de Booba, D.U.C sur le morceau Bellucci produit par le beatmaker allemand X-Plosive. Le 21 mars 2015, il publie sa 2e mixtape de l'année intitulée 56 Nights. Son 3e album, DS2, est sorti le 17 juillet 2015. Le 20 septembre 2015, Future publie une mixtape avec le rappeur Drake, intitulée What a Time to Be Alive.
Future démarre 2016 en publiant une nouvelle mixtape nommée Purple Reign. Son 4e album, EVOL, est sorti le 5 février 2016. Il publie une mixtape en collaboration avec Young Thug à la fin de 2017. En 2018, il produit le film Superfly de Director X et la bande originale qui l'accompagne. Il publie aussi une mixtape en collaboration avec le producteur Zaytoven le 6 juillet 2018, intitulée Beast Mode 2, puis avec Juice Wrld par la suite, le 19 octobre 2018, qui se nomme Wrld on Drugs

### The WIZRDetSave Me(depuis 2019)
Le 11 juillet 2019 sort le film intitulé The WIZRD sur Apple Music. Ce film dure une heure et retrace le quotidien de Future durant sa tournée Purple Reign en 2016. De nombreuses célébrités apparaissent dans ce long métrage tel que Drake, Young Thug, ou encore DJ Khaled. Cela sert d'introduction à son album sorti le 18 janvier 2019, The WIZRD. Il publie par la suite un EP le 7 juin 2019 qui s'intitule Save Me.
Future marque l'année 2024 de son empreinte avec trois projets de haute volée : We Don't Trust You et We Still Don't Trust You, tous deux produits par Metro Boomin, et Mixtape Pluto.
Le 22 mars 2024 sort We Don't Trust You, un album entièrement produit par Metro Boomin attendu depuis plusieurs mois. Différents featurings sont présents sur ce projet, mais ne sont révélés qu'au moment de sa sortie. On y compte entre autres Kendrick Lamar, Playboi Carti, Travis Scott, The Weeknd et Rick Ross. Une track sort du lot en la personne de Like That, d'une part car il contient un featuring de Kendrick Lamar, qui se faisait discret en terme de sorties durant cette période, mais également pour le couplet de ce dernier qui va clasher principalement Drake, et dans une moindre mesure J.Cole, ce qui est le résultat de plusieurs années de guerre froide entre le rappeur de Toronto et K.Dot, et qui aboutira à des semaines de clash par diss tracks interposées entre les deux. 
Le 12 avril de la même année, le rappeur d'Atlanta enchaine avec un second projet produit par Metro Boomin, We Still Don't Trust You. Cet album est divisé en deux CD, une partie album plus chantonnée aux inspirations RnB contenant 18 morceaux avec des collaborations de The Weeknd  qui apparait trois fois, Brownstone, Ty Dolla Sign et J.Cole. Une deuxième partie mixtape, plus orientée trap contenant 7 morceaux avec des apparitions de Lil Baby et A$AP Rocky. L'album sera très bien reçu que ce soit au niveau des critiques, mais aussi au niveau du score auprès du public.   Enfin, le 20 septembre, il achève son année 2024 par la publication de sa première mixtape depuis 2018, Mixtape Pluto, qu'il tease depuis plusieurs semaines sur ses réseaux sociaux. Elle est dans la lignée de ses traditionnelles mixtapes parues durant la décennie d'avant, avec des bases très trap. Ce retour aux sources est également marqué par la cover, qui représente « The Dungeon », la maison dans laquelle se trouve le studio de la Dungeon Family, collectif mythique d'Atlanta et où Future a réalisé ses débuts aux côtés de son cousin, Rico Wade.  

## Vie personnelle
En novembre 2022, Future change légalement son nom de famille en Cash.

### Relations
En 2010, il fréquente la femme d'affaires et modèle photo Brittny Mealy. Il a eu un enfant né en 2013 appelé Prince Wilburn.
Il est l'ancien fiancé à la chanteuse Ciara avec laquelle il a une relation de 2012 à 2014. Le 19 mai 2014, Ciara donne naissance au premier enfant du couple, un garçon prénommé Future Zahir Wilburn. Le couple s'est depuis séparé après que Ciara eut découvert les multiples infidélités du rappeur. 
En 2018, il devient père d'un enfant nommé Hendrix, né de sa relation avec le mannequin Joie Chavis. Le couple s'est séparé vers avril 2018.
De 2018 à 2020, il était en couple avec Lori Harvey avec laquelle il restera près de deux ans.
En octobre 2019, le mannequin Cindy Renae Parker affirme attendre un enfant du rappeur. Elle exige à ce que l'artiste se soumette à un test de paternité au cours du mois de décembre. Au cours de la même année, son ancienne conquête Eliza Seraphin accouche d'une fille tout en clamant que Future est le père de l'enfant.
Il se met en couple avec la rappeuse Dess Dior.
Des rumeurs alimentées par la presse ont établi des romances, du moins des relations suivies sans exclusivité, de Future avec Blac Chyna, Alexis Skyy ou encore Larsa Pippen,,.

## Freebandz
Freebandz est un label fondé par le rappeur américain Future. Depuis décembre 2012, les projets du label sont distribués sous Epic Records.

## Discographie

### Albums studio
- 2012 : Pluto
- 2014 : Honest
- 2015 : DS2
- 2016 : EVOL
- 2017 : FUTURE
- 2017 : HNDRXX
- 2019 : Future Hndrxx Presents: The WIZRD
- 2020 : High Off Life
- 2020 : Pluto x Baby Pluto (avec Lil Uzi Vert)
- 2022 : I Never Liked You
- 2024 : We don't trust you (avec Metro Boomin)
- 2024 : We still don't trust you (avec Metro Boomin)

Et détient 65 singles de platine 50 singles d'or et 19 singles de diamant

### Mixtapes
- 2010 : 1000
- 2011 : Dirty Sprite
- 2011 : True Story
- 2011 : Free Bricks (avec Gucci Mane)
- 2011 : Streetz Calling
- 2012 : Astronaut Status
- 2013 : F.B.G.: The Movie (avec Freeband Gang)
- 2013 : Black Woodstock (avec Freeband Gang)
- 2013 : No Sleep (avec DJ Esco)
- 2014 : Monster
- 2015 : Beast Mode (avec Zaytoven)
- 2015 : 56 Nights (avec Southside de 808 Mafia)
- 2015 : What a Time to Be Alive (avec Drake)
- 2016 : Purple Reign
- 2016 : Project E.T.
- 2017 : Super Slimey (avec Young Thug)
- 2018 : KOLORBLIND (avec DJ Esco)
- 2018 : BEASTMODE 2 (avec Zaytoven)
- 2018 : WRLD ON DRUGS (avec Juice WRLD)
- 2024 : MIXTAPE PLUTO

### Apparitions
- 2011 : Shinin (DJ Scream feat. 2 Chainz, Yo Gotti, Gucci Mane, Future & Stuey Rock)
- 2013 : Ratchet (Rich Kidz feat. Chief Keef & Future)
- 2014 : Hold You Down (DJ Khaled feat. Chris Brown, August Alsina, Future & Jeremih)
- 2015 : 3500 (Travis Scott feat. Future & 2 Chainz)
- 2015 : Crystal (Kaaris feat. Future)
- 2015 : Bellucci (Booba feat. Future)
- 2015 : Blasé (Ty Dolla Sign feat. Future & Rae Sremmurd)
- 2015 : Jump Out the Face (Meek Mill feat. Future)
- 2015 : New Level (A$AP Ferg feat. Future)
- 2016 : X (21 Savage & Metro Boomin feat. Future)
- 2016 : Too Much Sauce (DJ Esco feat. Future & Lil Uzi Vert)
- 2017 : Patek Water (Young Thug feat. Future & Offset)
- 2017 : Bum Bum Tam Tam (Mc Fioti feat. Future, J Balvin, Stefflon Don et Juan Magan)
- 2017 : Everyday (Ariana Grande feat. Future)
- 2017 : Cold (Maroon 5 feat. Future)
- 2017 : Conscience (Kodak Black feat. Future)
- 2017 : Rollin (Calvin Harris feat. Future & Khalid)
- 2017 : Relationship (Young Thug feat. Future)
- 2017 : High End (Chris Brown feat. Young Thug & Future)
- 2017 : End Game (Taylor Swift feat. Future & Ed Sheeran)
- 2019 : Out the Mud (Lil Baby feat. Future)
- 2019 : Holy Terrain (FKA Twigs feat. Future)
- 2020 : Big Timer (Shoreline Mafia & Future)

## Filmographie
- 2018 : Superfly de Director X (producteur du film et de la bande-son)